# 伊萬尼夫卡 (尼任區)
51°14′5″N 32°35′31″E / 51.23472°N 32.59194°E
伊萬尼夫卡（烏克蘭語：Іванівка）是位於烏克蘭北部的村莊，由切爾尼希夫州尼任區博爾茲納市鎮負責管轄。該村面積0.003平方公里，海拔高度136米，2006年人口804，人口密度每平方公里504,000人。